# Schiacciapatate

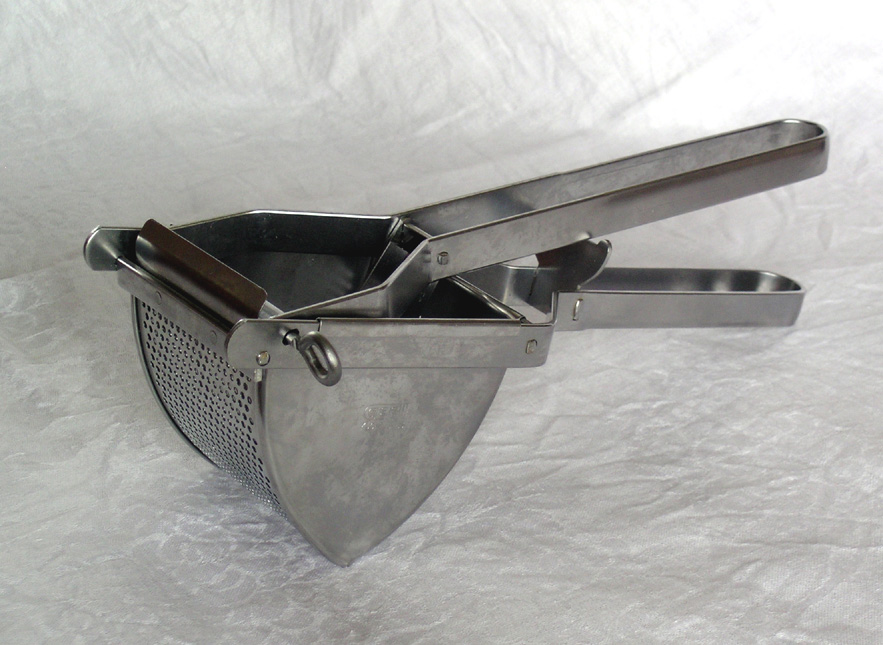
Schiacciapatate in acciaio inox

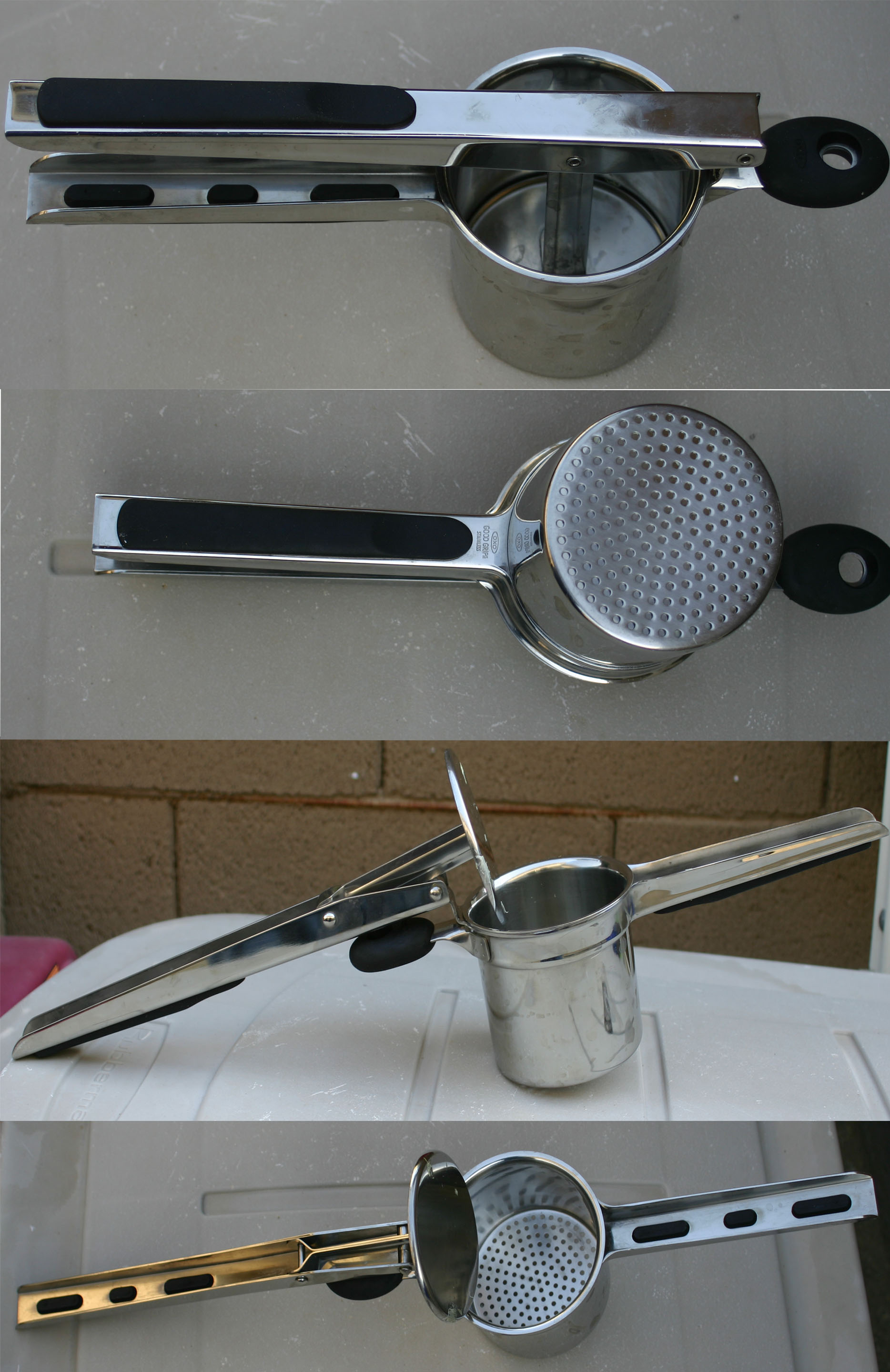
Schiacciapatate cilindrici

Lo schiacciapatate è uno strumento usato in cucina per spappolare alimenti morbidi, prevalentemente patate, precedentemente lessate, per la preparazione del purè o per gli gnocchi. La forza che si sviluppa durante la pressione richiede una struttura robusta, viene quindi realizzato in metallo: alluminio e acciaio inossidabile. Strumenti simili si usano per la preparazione dei passatelli romagnoli e per gli spätzle, uno strumento simile di misura ridotta serve per schiacciare l'aglio, detto schiaccia aglio.

## Struttura[1]
Lo schiacciapatate è formato da due parti incernierate tra loro:
- la camera, contenitore di forma cilindrica o spigolata con un lungo manico, può avere il fondo forato oppure aperto con dischi forati intercambiabili, con buchi di varie dimensioni per scegliere la grana di passatura corretta. Ha la capacità di contenere una grossa patata;
- pestello, ha una parte atta a schiacciare, che ha la stessa forma della camera, incernierata ad un lungo manico uguale a quello della camera.